# Pierre Magnol
Pierre Magnol (en occità Pèire Manhòl) (Montpeller, 8 de juny de 1638 - Montpeller, 21 de maig de 1715) va ser un botànic occità.
Fill d'un apotecari, s'apassionà per la història natural i en particular per la botànica. El 1659 obté el doctorat en medicina a la Universitat de Montpeller. Gràcies a la protecció de Joseph Pitton de Tournefort (1656-1708) i de Guy-Crescent Fagon (1638-1718), esdevé metge a la cort del rei de França.
Pel fet de ser de religió protestant, li és negada la càtedra de botànica. El 1685, amb la revocació de l'Edicte de Nantes, es veu obligat a abjurar del protestantisme. Aquest acte li permet d'obrir-se el camí. El 1694, obté finalment la càtedra de la facultat de Medicina de Montpeller i el 1697, esdevé director del Jardí botànic de Montpeller i, el 1709, reemplaça Tournefort a l'Académie des sciences de França.
Va escriure una remarcable Flora dels voltants de Montpeller, dels Alps i dels Pirineus. També va ser l'autor de Botacinum Monspeliense sive plantarum circa Monspelium nascentium index (Lió, 1676), Prodromus historiæ generalis plantarum, in quo familiæ per tabulas disponuntur (Montpeller, 1689), Hortus regius Monspeliensis, sive catalogus plantarum, quæ in horto regio Monspeliensi demonstrantur (Montpeller, 1697) i Novus character plantarum (publicat pòstumament pel seu fill, Antoine Magnol (1676-1759), a Montpeller el 1720). Pierre Magnol va descriure unes 2.000 espècies, per primera vegada.
Segons alguns especialistes va ser Pierre Magnol el primer a introduir el sistema modern de classificació per famílies en botànica; cosa que va realitzar en la seva obra Prodromus.
Carl von Linné (1707-1778) en honor seu va rebatejar un arbre de flors esponeroses amb el nom de Magnolia.
Aquest gènere fou anomenat Magnolia pel frare Charles Plumier (1646-1704) en honor seu. Una altra hipòtesi seria que el mateix Carl von Linné hauria creat el mot Magnolia, també dedicat a Pèire Manhòl i el seu concepte de família, utilitzat en la classificació botànica.